# El Puerto de Santa María
El Puerto de Santa María är en stad och kommun som ligger vid utflödet av floden Guadalete i provinsen Cádiz i södra Spanien. Den ingår i Cádiz storstadsområde och folkmängden uppgår till cirka 45 000 invånare i centralorten. Staden är belägen ett par mil från Cádiz.